# Thomas l'imposteur (pel·lícula)
Thomas l'imposteur és una pel·lícula dramàtica francesa dirigida per Georges Franju estrenada en 1965, amb Emmanuelle Riva, Fabrice Rouleau, Sophie Dares, Jean Marais and Charles Aznavour en els papers protagonistes i basada en la novel·la homònima de Jean Cocteau.

## Argument
La pel·lícula està ambientada durant la Primera Guerra Mundial, ja que s'espera que París caigui davant els alemanys. La princesa de Bormes, vídua, ajuda als soldats ferits evacuant-los del front i portant-los a la seva vila a París per a rebre atenció mèdica. No obstant això, les autoritats no li donaran passis a la Princesa i als soldats perquè tornin a París. La situació canvia quan un nen innocent de 16 anys, Guillaume Thomas de Fontenoy, s'uneix a les autoritats i és confós amb el nebot del popular general de Fontenoy. Thomas pot usar la seva posició si es fes passar pel nebot del general per a tallar la burocràcia i ajudar a la princesa. Thomas la introdueix i la seva filla, Henriette, s'enamora d'ell. No obstant això, Thomas se sent impulsat a veure més acció bèl·lica. Més tard, l'atrapen darrere de les línies enemigues quan el traslladen amb una unitat militar al fragor de la batalla.

## Repartiment
- Emmanuelle Riva – Princesa de Bormes
- Jean Servais – Pasquel-Duport
- Fabrice Rouleau – Guillaume Thomas de Fontenoy
- Sophie Darès – Henriette
- Michel Vitold – Dr. Vernes
- Charles Aznavour
- Jean-Roger Caussimon – Obispo
- Edouard Dermithe – Capità Roy
- Hélène Dieudonné – Tia de Thomas
- Gabrielle Dorziat – Cartomancienne
- Bernard Lavalette – Dr. Gentil
- Jean Magis – Pagot
- Jean Marais – Narrador (voz)
- André Méliès – Hombre mayor en el baile
- Jean Ozenne
- Christian Scheyder – Sacerdote joven
- Édith Scob – Monja
- Rosy Varte – Mme. Valiche

## Producció i llançament
Cocteau havia demanat a Franju que dirigís la pel·lícula perquè s'havia mostrat entusiasmat amb dos dels seus curtmetratges: Le Sang des bêtes (1949) i Hôtel des Invalides (1952). I és en homenatge a Cocteau, autor del guió, diàlegs i adaptador de la seva pròpia novel·la Thomas l'Imposteur, que Jean Marais va prestar la seva veu per dir el comentari. Thomas l'imposteur fou estrenada a França el 5 de maig de 1965.

## Crítica
En una crítica del Monthly Film Bulletin, va assenyalar que la pel·lícula tractava la guerra com a "fantasia" amb la pel·lícula de Franju com una "fantasia gairebé de conte de fades de figures que es mouen en una terra mística on tot sembla predeterminat" i va assenyalar que "Emmanuelle Riva ofereix una interpretació inquietantment bella com la princesa, i Fabrice Rouleau es veu exactament com Thomas; i el comentari, finament pronunciat per Jean Marais, per una vegada està d'acord amb les imatges i l'estat d'ànim de la pel·lícula." La ressenya va concloure que "Franju ha capturat l'esperit de la novel·la de Cocteau, el punt en el qual el glamur superficial de la guerra es converteix en la terrible realitat del seu sofriment."

Segons Michel Mardore:
| « | Franju tradueix cada frase multiplicant la seva agudesa visual, orientada cap a allò estrany i insòlit. De totes les seves pel·lícules, Thomas és potser la més rica en imatges precioses, com la del cavall amb la crinera en flames, que galopa per la pantalla abans d'ensorrar-se. La guerra pren així l'aspecte d'una festa bàrbara. […] Però Franju no està satisfet amb aquesta bellesa fosca. El bonic i el rar, fins i tot al cor del romanticisme més fosc, li semblaria la veritable impostura. […] La seva visió de Thomas l'imposteur gairebé aconsegueix la convergència ideal de l'horror i la màgia. | » |